# Trimulić Mali
Koordinati:   43°54′30″N, 15°14′39″E
Trimulić Mali je majhen nenaseljen otoček v Jadranskem morju.
Pripada Hrvaški.
Trimulić Mali je otoček s površino, manjšo od 0,01 km². Otoček leži okoli 0,5 km severozahodno od otočka Trimulić Veliki.